# Zilvervlekpurpermot
De zilvervlekpurpermot (Heringocrania unimaculella) is een vlinder uit de familie purpermotten (Eriocraniidae). De wetenschappelijke naam van de soort is voor het eerst geldig gepubliceerd in 1839 door Johan Wilhelm Zetterstedt.
De spanwijdte is ongeveer 10 millimeter.

## Andere combinaties
- Eriocrania unimaculella (Zetterstedt, 1839)